# David Chambers (Historiker)
David Chambers (* 20. Jahrhundert) ist ein britischer Wirtschaftswissenschaftler und -historiker.

## Werdegang
Chambers studierte am Corpus Christi College der University of Oxford und schloss sein Bachelorstudium in Politischer Philosophie und Wirtschaftswissenschaft 1980 ab. Anschließend war er für Baring Brothers, Hotchkis & Wiley und Merrill Lynch im Asset Management und Investmentbanking in London, Tokyo, Boston und Los Angeles tätig. Dabei absolvierte er parallel zwischen 1991 und 1992 ein Masterstudium an der London Business School. 2002 kehrte er in den akademischen Betrieb zurück, als er an der London School of Economics ein Ph.D.-Studium begann. Dieses schloss er 2005 ab und kehrte als Postdoc nach Oxford zurück. 2008 wechselte er als Lecturer an die University of Cambridge, wo er 2013 als Direktor die Leitung des Centre for Endowment Asset Management an der Cambridge Judge Business School übernahm und 2014 zum Reader aufrückte, ehe er 2022 zum ordentlichen Professor berufen wurde. 
Chambers setzt sich in seiner akademischen Arbeit insbesondere mit Investmentaktivitäten und -entscheidungen sowie der Finanzgeschichte auseinander. 2011 erhielt er den T.S.-Ashton-Preis. Zwischen 2014 und 2019 gehörte er zu den Herausgebern des Financial Analyst Journal. Er ist Fellow der Royal Historical Society sowie Research Fellow des Centre for Economic Policy Research. Er ist Verfasser und (Mit)herausgeber verschiedener Bücher, dabei arbeitete er oftmals mit Elroy Dimson zusammen.

## Werke
- Financial Market History (Hrsg., mit Elroy Dimson). The CFA Institute Research Foundation 2016. ISBN 978-1944960131